# Anomalure aptère
Zenkerella insignis
Pour les articles homonymes, voir Zenkerella.
Genre
Espèce
Statut de conservation UICN

 LC  : Préoccupation mineure
L'Anomalure aptère (Zenkerella insignis) est l'unique espèce du genre Zenkerella, dans la famille des Anomaluridae. Ce rongeur africain est le seul des Anomaluridés à ne pas être un « écureuil volant » capable de planer. C'est le zoologiste allemand Paul Matschie (1861-1926) qui a créé l'espèce en 1898.
Cet anomalure est une espèce extrêmement méconnue et rare. Il s'agit en fait d'un fossile vivant qui a très peu évolué. Longtemps connu uniquement sous forme de fossiles ou de restes épars, aucun spécimen complet n'avait été observé jusqu'au 17 août 2016, jour où des scientifiques sont parvenus à en piéger trois sur l'ile de Bioko en Guinée équatoriale.

## Dénominations
- Nom scientifique valide : Zenkerella insignis Matschie, 1898
  - Synonyme scientifique : Aethurus glirinus (de Winton, 1898)
- Noms vulgaires (vulgarisation scientifique) recommandés ou typiques en français : Anomalure aptère[3],[4],[2]
- Autres noms vulgaires ou noms vernaculaires (langage courant) pouvant désigner éventuellement d'autres espèces : Zenkerelle[3],[4] ou Écureuil non volant à queue écailleuse[3].

## Description
Il mesure de 18 à 23 cm de long (plus la queue qui mesure de 15 à 17 cm) et pèse de 180 à 220 g.
Il est dépourvu de patagium, contrairement aux autres membres de la famille des Anomaluridés.

## Habitat et répartition
Cette espèce est présente au Cameroun, en Guinée équatoriale (dont l'île Bioko), en République du Congo et en République centrafricaine. Elle vit dans la forêt tropicale humide, la forêt semi-décidue et la savane arborée. Elle peut apparemment s'adapter à des climats variables allant du très humide au relativement sec.